# بوجيدار تشاتشيتش
بوجيدار تشاتشيتش هو لاعب كرة قدم كرواتي في مركز الدفاع، ولد في 26 أغسطس 1972 في زادار في كرواتيا. لعب مع نادي رييكا ونادي سيدني يونايتد 58.

## وصلات خارجية
- بوجيدار تشاتشيتش على موقع الاتحاد الدولي (مؤرشف)  (الإنجليزية)
- بوجيدار تشاتشيتش على موقع قاعدة بيانات كرة القدم.إي يو (الإنجليزية)